# Łukasz Pohl
Łukasz Pohl (ur. 10 października 1976 w Poznaniu) – polski prawnik specjalizujący się w materialnym prawie karnym, profesor nauk prawnych, były kierownik Katedry Prawa Karnego Uniwersytetu Szczecińskiego. Kompozytor muzyki poważnej, muzyk-kontrabasista klasyczny, a także gitarzysta metalowy. Założyciel zespołu Metal Notes, w którym komponuje i gra na gitarze elektrycznej.

## Awanse akademickie
Studia prawnicze na Wydziale Prawa i Administracji Uniwersytetu im. Adama Mickiewicza ukończył w 2000 roku. Pracę magisterską na temat pomocnictwa w polskim prawie karnym napisał pod kierunkiem prof. Krystyny Daszkiewicz. Rozprawę doktorską pod tytułem Przestępstwo upozorowania wypadku ubezpieczeniowego w polskim prawie karnym (studium prawnodogmatyczne) przygotował pod kierunkiem prof. Aleksandra Tobisa. Obronił ją z wyróżnieniem w 2004 roku. Stopień naukowy doktora habilitowanego nauk prawnych uzyskał w 2008 roku na podstawie dorobku naukowego i rozprawy habilitacyjnej pod tytułem Struktura normy sankcjonowanej w prawie karnym. Zagadnienia ogólne. Postanowieniem Prezydenta Rzeczypospolitej Polskiej z dnia 30 grudnia 2015 uzyskał tytuł naukowy profesora nauk prawnych. 

## Stanowiska
Od 2008 do 2019 był zatrudniony na stanowisku profesora nadzwyczajnego w Uniwersytecie Szczecińskim, natomiast w latach 2009–2015 na stanowisku profesora nadzwyczajnego w Uniwersytecie im. Adama Mickiewicza, którego wcześniej był doktorantem i adiunktem w Katedrze Prawa Karnego. Od 2008 do 2019 kierował Katedrą Prawa Karnego Wydziału Prawa i Administracji Uniwersytetu Szczecińskiego. Obecnie jest zatrudniony na stanowisku profesora w Instytucie Nauk Prawnych Uniwersytetu Szczecińskiego, w którym kieruje Zespołem Badawczym Prawa Karnego. 
Od 2016 roku kieruje Sekcją Prawa i Procesu Karnego w Instytucie Wymiaru Sprawiedliwości, w którym zatrudniony jest na stanowisku profesora zwyczajnego. W Uniwersytecie Szczecińskim pełnił szereg funkcji, m.in. był senatorem oraz przewodniczącym senackiej komisji prawnej. Obecnie pełni w nim funkcję przewodniczącego komisji dyscyplinarnej do spraw nauczycieli akademickich.
W latach 2006–2012 pełnił funkcję rzecznika dyscyplinarnego do spraw nauczycieli akademickich UAM. Później był rzecznikiem dyscyplinarnym przy Ministrze Nauki i Szkolnictwa Wyższego oraz członkiem Konwentu Rzeczników, organu opiniodawczego Ministra Nauki i Szkolnictwa Wyższego.
Wypromował siedmioro doktorów prawa: Mariusza Nawrockiego (2013), Magdalenę Kowalewską-Łukuć (2014), Marcina Byczyka (2015), Konrada Burdziaka (2016), Paulinę Banaszak-Grzechowiak (2022), Kacpra Mincewicza (2024) oraz Marcina Galińskiego (2024); poza dr. Mincewiczem wszystkie te osoby pisały też pod jego kierunkiem prace magisterskie, a trzy spośród nich uzyskały stopień doktora habilitowanego.

## Publikacje
Autor ponad stu opracowań z zakresu teorii i dogmatyki prawa karnego, w tym książek: Struktura normy sankcjonowanej w prawie karnym. Zagadnienia ogólne, Poznań 2007; Prawo karne. Wykład części ogólnej, Warszawa 2012 (I wydanie), Warszawa 2013 (II wydanie), Warszawa 2015 (III wydanie), Warszawa 2019 (IV wydanie); Błąd co do okoliczności stanowiącej znamię czynu zabronionego w polskim prawie karnym (zagadnienia ogólne), Poznań 2013; Praktyka instytucji obrony koniecznej, Warszawa 2018 (współautor: Konrad Burdziak).

## Działalność muzyczna
Posiada również wyższe wykształcenie muzyczne (specjalność – kontrabas; ukończył klasę kontrabasu Państwowej Szkoły Muzycznej II stopnia im. Fryderyka Chopina w Poznaniu, a później klasę kontrabasu Akademii Muzycznej im. Ignacego Jana Paderewskiego w Poznaniu w ramach studiów I stopnia w Instytucie Instrumentów Lutniczych) i zajmuje się kompozycją utworów osadzonych w nurcie muzyki poważnej (w 2004 w Auli Uniwersytetu im. Adama Mickiewicza orkiestra symfoniczna wykonała jego utwór pod tytułem III Koncert g na zespół metalowy i orkiestrę symfoniczną). 
W listopadzie 2015 nakładem wydawnictwa RecArt ukazała się jego pierwsza płyta pod tytułem About love. Works for piano obejmująca cykl miniatur fortepianowych bliskich założeniom minimalizmu muzycznego, które wykonał poznański pianista Grzegorz Rudny. W październiku 2016 ukazał się (również nakładem wydawnictwa RecArt) jego drugi album studyjny pod tytułem Stories/Historie. Tak jak na poprzednim albumie utwory wykonał Grzegorz Rudny. I ten album utrzymany jest w konwencji minimalizmu muzycznego. W grudniu 2017 r. Samorząd Studencki Uniwersytetu Szczecińskiego przy wsparciu władz Uczelni zorganizował Koncert Muzyki Profesora Łukasza Pohla w siedzibie szczecińskiej filharmonii. Wykonawcą utworów Łukasza Pohla był poznański pianista Grzegorz Rudny.
W 2019 roku został wybrany do Rady Uczelni Akademii Muzycznej im. Ignacego Jana Paderewskiego w Poznaniu.
Będąc chłopcem śpiewał sopranem w Poznańskim Chórze Katedralnym (kierowanym wówczas przez ks. Zdzisława Bernata) i był solistą tego chóru. 
W 2025 ukazał się album pt. "Conductor of conflicting emotions" zespołu Metal Notes; album ten wypełnia 7 kompozycji autorstwa Łukasza Pohla.